# Peeter Olesk (Sportschütze)
Peeter Olesk (* 22. April 1993 in Põlva) ist ein estnischer Sportschütze. 

## Biografie
Peeter Olesk nahm an den Europaspielen 2015 sowie an den Olympischen Spielen 2016 teil. 2017 konnte er bei den Europameisterschaften in Baku sowohl mit der Zentral- als auch mit der Schnellfeuerpistole die Silbermedaille gewinnen. 2021 folgten sein erster Sieg im Weltcup mit der Schnellfeuerpistole sowie seine zweite Olympiateilnahme. Bei den Spielen in Tokio belegte er über 10 m Luftpistole den 33. und mit der Schnellfeuerpistole den 19. Rang. Darüber hinaus wurde er bei den Weltmeisterschaften 2022 Dritter sowie 2023 Zweiter mit der Zentralfeuerpistole. Bei den Olympischen Sommerspielen 2024 in Paris wurde er im Wettkampf über 25 m Schnellfeuerpistole Elfter.